# Mark Joyce
Mark Joyce (* 11. August 1983 in Walsall, England) ist ein englischer Snookerspieler, der von 2006 bis 2024 auf der Snooker Main Tour spielte. Nachdem er bereits 2008 im Finale des Masters Qualifying Events gestanden hatte, erreichte er beim Riga Masters 2019 zum ersten Mal das Finale eines Ranglistenturniers. Während er diese beiden Spiele verloren hat, gewann Joyce während seiner Karriere mehrere Amateur- bzw. Pro-Am-Turniere.

## Karriere

### Amateurjahre
Joyce machte erstmals auf sich aufmerksam, als er 2001 unter anderem nach Siegen über Mark Allen und Judd Trump die EBSA-U19-Snookereuropameisterschaft gewann. Nach einer erfolglosen Teilnahme am Merseyside Professional im selben Jahr erreichte er 2002 erneut das Finale der EBSA-U19-Snookereuropameisterschaft, unterlag aber Robert Shanks. In den nächsten Jahren nahm Joyce mehrheitlich erfolglos an Ausgaben der WSA Open Tour und der Challenge Tour sowie an der Qualifikation für die Snookerweltmeisterschaft teil. Zumeist schied er früh aus; 2004 erreichte er bei zwei Turnieren der Challenge Tour ein Halb- bzw. ein Viertelfinale, bei der Snookerweltmeisterschaft war sein bestes Ergebnis die Teilnahme an der fünften Qualifikationsrunde. Zudem erreichte er 2004 das Viertelfinale der Pontins Autumn Open.
In der Saison 2005/06 nahm Joyce mit einigem Erfolg an der Pontin’s International Open Series (kurz PIOS) teil; er erreichte unter anderem ein Halbfinale und zwei Endspiele, von denen er eines gegen Colm Gilcreest verlor und eines gegen James Leadbetter gewann. Auf Amateurebene zog er bei der Europameisterschaft und beim IBSF World Grand Prix in die Runde der letzten 32 ein, erreichte bei zwei Turnieren der Pontins-Pro/AmSerie das Viertelfinale und bei den Dutch Open das Halbfinale. Zudem qualifizierte er sich für das Endspiel der English Amateur Championship, in dem er sich mit einem 8:3-Sieg über Martin O’Donnell zum Sieger kürte. Über die Rangliste der PIOS qualifizierte sich Joyce schließlich für die Snooker Main Tour.

### Erste Profijahre
Joyce’ erste Profisaison war die Spielzeit 2006/07, die für ihn relativ passabel mit mehreren Teilnahmen an einer Runde der letzten 64 und einer Teilnahme an der Runde der letzten 32 beim Masters Qualifying Event verlief. Auf Amateurebene nahm Joyce ebenfalls an verschiedenen Turnieren teil, hier waren zwei Viertelfinalteilnahmen seine besten Ergebnisse. Auf der Weltrangliste platzierte er sich zum Saisonende auf Rang 73. Ähnlich verlief auch die folgende Saison, als er je dreimal in der Runde der letzten 80 sowie in der Runde der letzten 64 ausschied und neben dem Erreichen der Hauptgruppenphase beim Grand Prix sein bestes Ergebnis eine Teilnahme an der Runde der letzten 48 der UK Championship war. Währenddessen nahm er ohne größere Erfolge auf Amateurebene an den Turnieren der Pontins-Pro/Am-Serie teil. Auf der Weltrangliste verbesserte er sich Joyce auf Rang 59, womit er sich den Verbleib auf der Profitour sicherte.
Mit drei Niederlagen in einer Runde der letzten 80 und vier Niederlagen in einer Runde der letzten 64 sowie der Teilnahme an der Runde der letzten 48 beim Shanghai Masters verlief die Saison 2008/09 ebenfalls weitestgehend vergleichbar zur vorherigen Saison. Allerdings erreichte er beim Masters Qualifying Event sein erstes Profifinale, das er aber gegen Judd Trump verlor. Auf Amateurebene nahm Joyce erneut an den Pontins-Pro/Am-Turnieren teil und erreichte ein Halbfinale. Zusätzlich zog er bei der English Open Championship 2008 ins Viertelfinale ein. Auf der Weltrangliste konnte er sich marginal auf Rang 57 verbessern.
Auch in der Saison 2009/10 schied Joyce hauptsächlich in der Runde der letzten 80 oder in der Runde der letzten 64 aus; hinzu kamen neben einigen guten Ergebnissen bei Ausgaben der Pro Challenge Series zwei Teilnahmen an einer Runde der letzten 48 sowie das Erreichen der Runde der letzten 32 beim Grand Prix. Auf Amateurebene erreichte er bei der Pontins-Pro/Am-Serie drei Achtelfinals. Auf der Weltrangliste konnte er ebenfalls sein Niveau halten; er verlor einen Platz und wurde nun auf Rang 58 geführt.

### Aufstieg in die Top 40

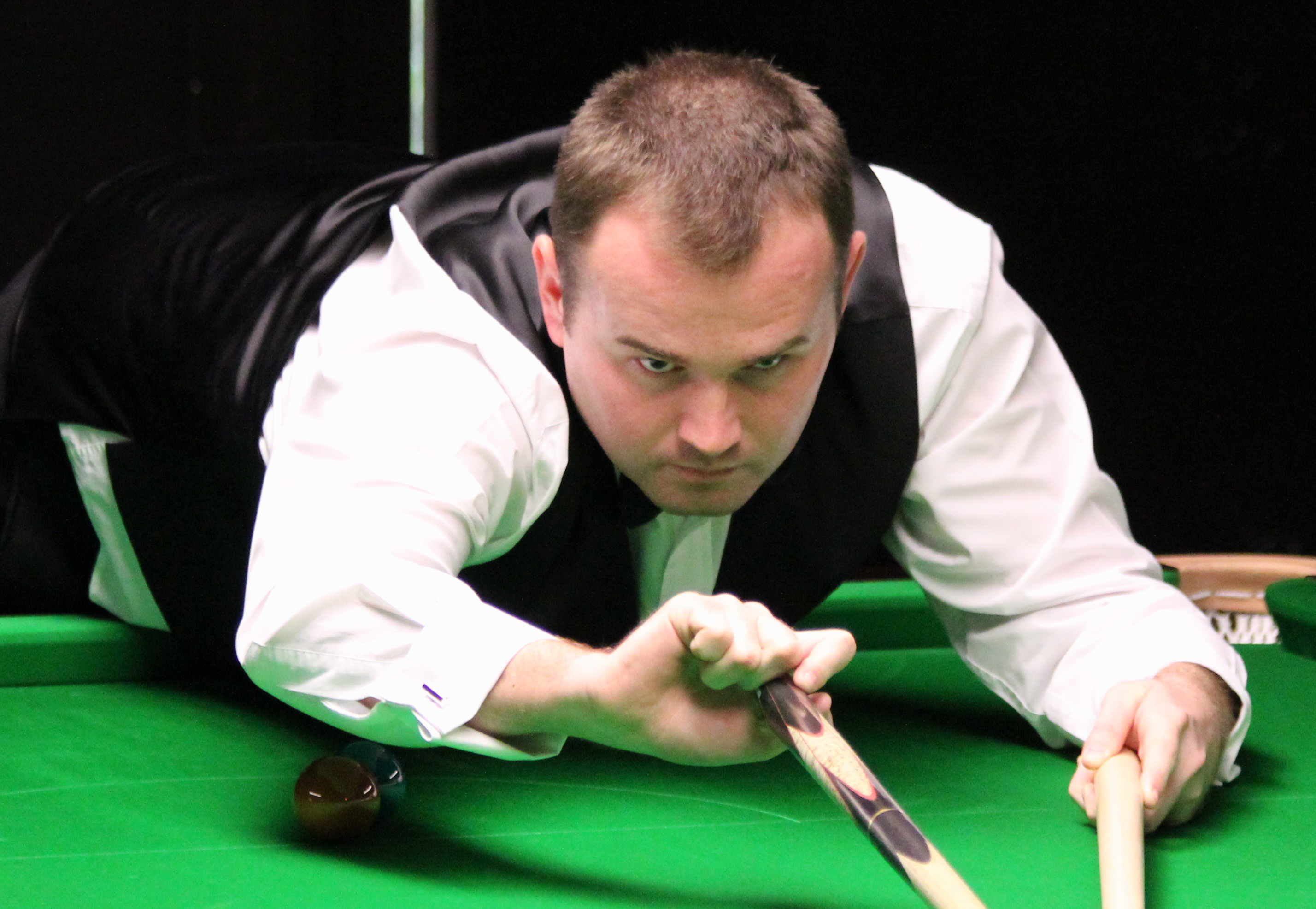
Joyce beim Paul Hunter Classic 2012

Mit der Saison 2010/11 und der Einführung der Players Tour Championship stieg die Anzahl der Turniere an und Joyce schied bei einem Großteil der Turniere frühestens in der Runde der letzten 64 aus. Allerdings musste er sich zumeist in dieser oder in der Runde der Letzten 32 geschlagen geben, sodass er nur zweimal ein Achtelfinale erreichte. Dies gelang ihm zum einen bei seiner Niederlage in derselben Runde beim fünften Event der Players Tour Championship und zum anderen bei seinem Viertelfinaleinzug bei der UK Championship. Auf Amateurebene erreichte er beim Pink-Ribbon-Turnier, einem Charity-Event, das Viertelfinale. Auf der Weltrangliste konnte er sich auf Rang 42 verbessern. Wenige Wochen nach seinem Viertelfinaleinzug bei der UK Championship wurde Joyce in eine Schlägerei verwickelt, in deren Folge er mit einer gebrochenen Augenhöhle und einem gebrochenen Ellbogen ins Krankenhaus eingeliefert wurde und für einige Zeit unter Sehstörungen litt.
Die folgende Saison verlief recht durchwachsen, als Joyce lediglich beim Paul Hunter Classic das Achtelfinale und nur bei zwei weiteren Turnieren auch die Runde der Letzten 32 erreichte. Auch der Gewinn des Pink Ribbon gegen Michael Holt änderte nichts daran, dass er auf der Weltrangliste auf Rang 59 abrutschte. Die Saison 2012/13 verlief jedoch wieder besser; Joyce erreichte neben zahlreichen Runden der letzten 32 bei der UK Championship das Achtelfinale und sowohl bei der Kay Suzanne Memorial Trophy als auch bei den Scottish Open, beides zu diesem Zeitpunkt PTC-Turniere, das Viertelfinale. In diesem schied er auch beim Pink Ribbon aus. Auf der Weltrangliste verbesserte er sich wieder auf Rang 42.
Trotz vielfacher Teilnahmen an einer Runde der Letzten 64 erreichte Joyce während der Saison 2013/14 nur viermal eine Runde der Letzten 32, in denen er dreimal ausschied. Lediglich bei den World Open kam er über diese Runde hinaus und zog ins Viertelfinale ein, wo er Marco Fu unterlag. Die übrigen Ergebnisse waren jedoch bescheiden; mehrfach verlor er sein Auftaktspiel, wogegen er häufig die Runde der Letzten 64 erreichte. Auf Amateurebene verlor er bei den Vienna Open sein Auftaktspiel. Dennoch verbesserte er sich zum Saisonende auf Rang 38.

### Jahre in den 40ern der Weltrangliste

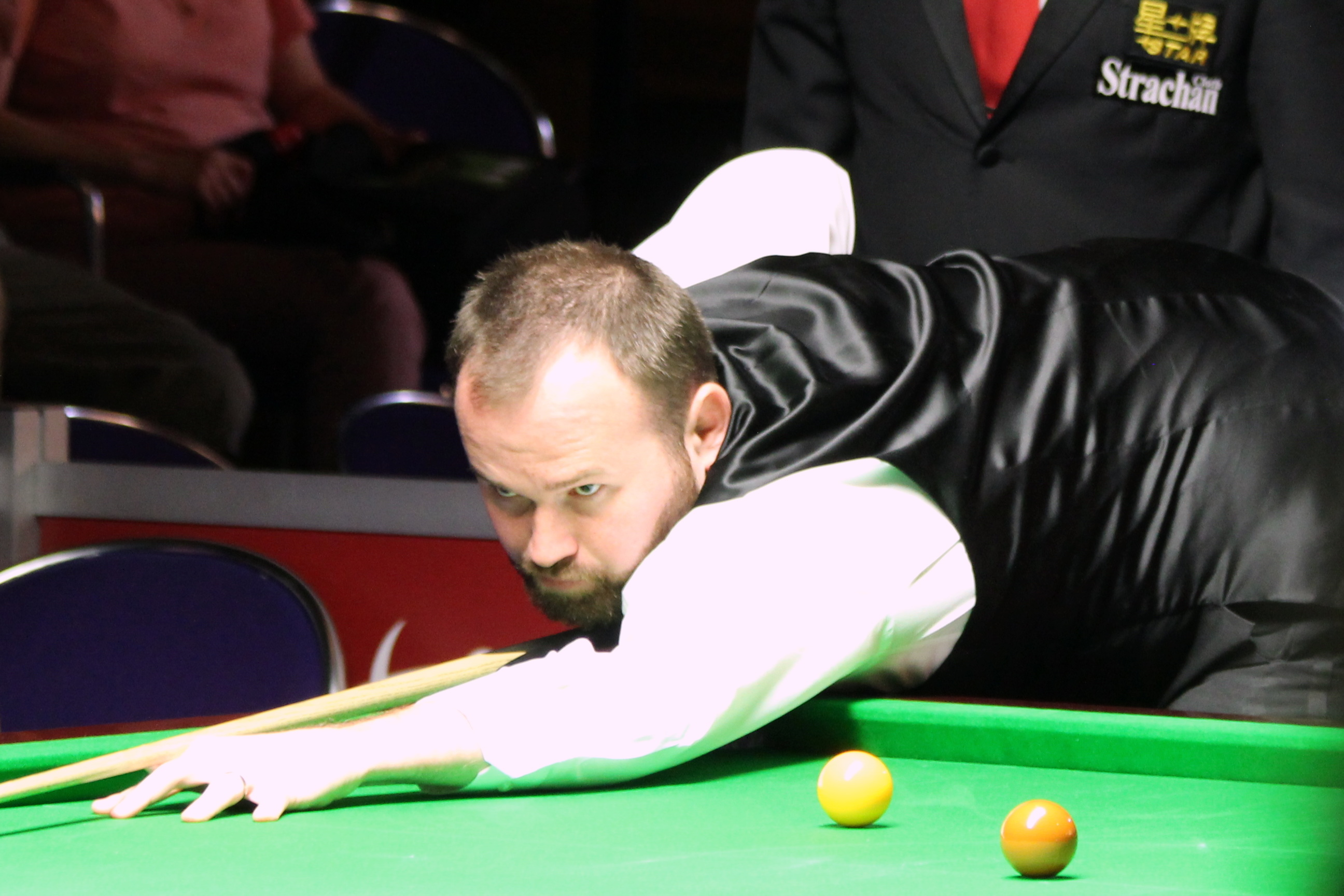
Joyce beim Paul Hunter Classic 2016

In der Saison 2014/15 erreichte Joyce wieder häufiger die Runde der Letzten 64, kam aber erneut nur viermal bis in die Runde der Letzten 32, wo er ebenfalls erneut dreimal auch ausschied. Nur bei den Australian Goldfields Open kurz nach Saisonbeginn zog er ins Achtelfinale ein und unterlag Stuart Bingham. Zwischenzeitlich hatte sich Joyce auf der Weltrangliste auf Rang 31 platziert, doch zum Saisonende war er auf Platz 47 abgerutscht. In der anschließenden Saison überstand er bei fast der Hälfte aller Turniere die Runde der Letzten 64 und schied dabei jeweils zweimal in der Runde der Letzten 32 sowie im Achtelfinale aus. Sein bestes Ergebnis erzielte er aber beim German Masters, wo ihm der Einzug ins Viertelfinale gelang. Bis zum Saisonende verbesserte er sich auf Rang 42.
Doch in der Saison 2016/17 kam er bei zehn Teilnahmen an einer Runde der Letzten 64 von 17 Turnieren nur zweimal über diese Runde hinaus, bevor er bei der International Championship in der Runde der Letzten 32 und bei den China Open im Achtelfinale ausschied. Dagegen erreichte er auf Amateurebene bei den Vienna Open ungefährdet das Viertelfinale und musste sich dort Mit-Profi Nigel Bond geschlagen geben. In der Weltrangliste verlor er sieben Plätze. Deutlich besser verlief jedoch die nächste Saison, als er bei acht von neunzehn Turnieren die Runde der Letzten 64 überstand und dabei zweimal in der Runde der Letzten 32 und dreimal im Achtelfinale ausschied. Insgesamt dreimal, beim Riga Masters, beim Paul Hunter Classic und bei der UK Championship, zog er sogar ins Achtelfinale ein, verlor dort aber jeweils. Infolgedessen verbesserte er sich aber in der Weltrangliste über die Saison auf Rang 42.

### Späte Erfolge
In der Saison 2018/19 hatte Joyce jedoch erneut ein Formtief; er gewann nur sechs von 17 Auftaktspielen und erreichte somit nur zweimal überhaupt die Runde der Letzten 32, in denen er zudem jeweils ausschied. Abhilfe konnte dabei auch nicht sein Sieg über Mark King im Finale der Vienna Open verschaffen. Auf der Weltrangliste rutschte er nämlich auf Rang 54 ab. Die folgende Saison begann er hingegen mit einer großen Überraschung, als er beim Riga Masters zum ersten Mal in seiner Karriere das Finale eines Ranglistenturnieres erreichte, auch wenn er sich dort Yan Bingtao geschlagen geben musste. Der weitere Saisonverlauf ähnelte jedoch mit seinen zahlreichen Auftaktniederlagen der Saison zuvor; nur drei weitere Male erreichte er bis zur durch die COVID-19-Pandemie bedingten Pause eine Runde der Letzten 32. Auch auf Amateurebene sah es nicht besser aus; beim Pink Ribbon schied er bereits in der Runde der Letzten 64 aus. Nach der WM, bei der er in der dritten Qualifikationsrunde gegen Ricky Walden ausschied, belegte er in der Weltrangliste Platz 64 und hielt sich damit gerade noch im Profifeld.
Die Saison 2020/21 brachte Unsicherheiten wegen COVID: Die Turniere mussten unter Quarantäne-Bedingungen gespielt werden. Er kam ganz gut damit zurecht, auch wenn er nach aufgetretenen Symptomen vor den Welsh Open nicht rechtzeitig einen entlastenden Test vorweisen konnte und das Turnier verpasste. Er gewann aber regelmäßig Spiele und erreichte bei den Scottish Open und dem German Masters Runde 3 und konnte sich wieder stabilisieren. Bei der abschließenden Weltmeisterschaft schlug er dann sowohl Anthony Hamilton als auch Igor Figueiredo. Damit schaffte er einmal in seiner Karriere auch den Einzug in die Endrunde im Crucible Theatre. Auch wenn er dort gegen Ronnie O’Sullivan keine Chance hatte und 4:10 verlor, brachte ihn der Erfolg wieder bis auf Platz 42 der Weltrangliste nach vorne. In der Championship League zu Beginn der nächsten Saison rang er O’Sullivan in der ersten Gruppenphase ein Unentschieden ab und nach dessen Absage rückte er in der zweiten Phase nach. Danach folgten aber wieder viele Auftakt- und Erstrundenniederlagen und er konnte die Punkte früherer Erfolge, die aus der Wertung fielen, nicht kompensieren. Das Erreichen von Runde 3 bei der UK Championship 2021 als bestes Saisonergebnis sicherte ihn zwar ab, aber am Ende stand er bereits wieder auf Platz 58.

### Verlust des Profistatus
Auch 2022/23 blieben die Ausreißer nach oben aus. Nur beim European Masters kam er in die dritte Runde, sonst hielten sich Erstrundenniederlagen und -siege die Waage. Weil er keinen zweiten Crucible-Einzug schaffte, fiel er am Ende auf Platz 67. Er hatte aber erneut Glück: Weil vier vor ihm platzierte Spieler wegen Spielmanipulationen gesperrt wurden, reichte es für den Tourverbleib. Doch es gab keine Besserung. Zwar hielt er in der Folgesaison durch das Erreichen der Letzten 32 bei der UK Championship 2023 die Hoffnung auf eine Top-64-Platzierung aufrecht, bei den letzten drei Turnieren schaffte er es aber nicht, durch einen Sieg die letzten notwendigen Punkte zu holen und er wurde knapp Nummer 65. Damit verlor er nach 18 Jahren im Alter von 40 Jahren endgültig seinen Profistatus.
Joyce versuchte anschließend vergeblich über die Q School auf die Tour zurückzukehren. Immerhin schnitt er so gut ab, dass er unter die Top 10 der Order of Merit kam. Damit konnte er als Amateur bei einigen Profiturnieren auf frei gebliebene Plätze nachrücken.

## Erfolge
| Ausgang         | Jahr | Turnier                                              | Finalgegner      | Ergebnis |
| --------------- | ---- | ---------------------------------------------------- | ---------------- | -------- |
| Amateurturniere |      |                                                      |                  |          |
| Sieger          | 2005 | Pontin’s International Open Series 2005/06 – Event 2 | James Leadbetter | 6:3      |
| Zweiter         | 2005 | Pontin’s International Open Series 2005/06 – Event 4 | Colm Gilcreest   | 3:6      |
| Sieger          | 2006 | English Amateur Championship – North                 | Wayne Cooper     | 6:5      |
| Sieger          | 2006 | English Amateur Championship                         | Martin O’Donnell | 8:3      |
| Sieger          | 2011 | Pink Ribbon                                          | Michael Holt     | 4:0      |
| Sieger          | 2019 | Vienna Open                                          | Mark King        | 5:4      |
| Profiturniere   |      |                                                      |                  |          |
| Zweiter         | 2008 | Masters Qualifying Event                             | Judd Trump       | 1:6      |
| Zweiter         | 2019 | Riga Masters                                         | Yan Bingtao      | 2:5      |